# Endzone – A World Apart
Endzone: A World Apart (englisch etwa „Endzone: Eine andere Welt“) ist ein postapokalyptisches Aufbauspiel für Microsoft Windows, PlayStation 5 und Xbox Series des Wiesbadener Entwicklerstudios Gentlymad Studios. Im Jahr 2024 erschien der zweite Teil Endzone – A World Apart 2 im Early-Access.

## Handlung
Im Jahr 2021 bringen Terroristen weltweit Atomkraftwerke zur Explosion. Die Welt wird nahezu vollständig zerstört und nur wenige Menschen überleben in unterirdischen Anlagen, sogenannten „Endzonen“. Etwa 150 Jahre später kehren die Menschen an die Erdoberfläche zurück. Es ist dann die Aufgabe des Spielers, in der „lebensfeindlichen Umgebung voller Radioaktivität“ für das Überleben der Menschen zu sorgen.

## Spielprinzip
Der Spieler beginnt wie für Aufbauspiele üblich mit einigen Überlebenden in einer großteils unbekannten Umgebung. Er muss Unterkünfte für die Siedler bauen, die Wasser- und Nahrungsmittelversorgung sicherstellen sowie im späteren Spielverlauf für ein funktionierendes Gesundheits- und Bildungssystem sorgen und sich um die Elektrizitätsversorgung kümmern. Es obliegt dem Spieler zudem, die Siedlung gegen wiederholt auftretende Sandstürme und Trockenphasen, die Wasserquellen versiegen lassen und damit die Landwirtschaft erschweren, zu wappnen.
In einer Forschungsstation kann der Spieler neue Technologien und Gebäude freischalten, die das Überleben vereinfachen.

## Entwicklung
Endzone: A World Apart wird als Indie-Game von einem lediglich aus elf Mitarbeitern bestehenden Studio entwickelt. Das Spiel wurde am 2. April 2020 auf den Vertriebsplattformen Steam und GOG.com als Early-Access-Titel veröffentlicht. Das Studio versorgte das Spiel in monatlichen Updates mit neuen Inhalten, „damit die Spieler das Interesse an ‚Endzone‘ nicht verlieren“. Das vollendete Spiel wurde am 18. März 2021 veröffentlicht.
Neben dem normalen Spiel wird eine etwa 10 € teurere „Save The World“ (eng. „Rette die Welt“) Edition vertrieben. Für jede verkaufte Kopie wird in Zusammenarbeit mit der gemeinnützigen Organisation One Tree Planted ein Baum gepflanzt. Nach eigenen Angaben wurden im Zuge der Aktion bisher 40.312 Bäume gepflanzt (Stand: Januar 2021).
Die deutsche Sprachfassung entstand bei der toneworx GmbH in Hamburg. Der zurzeit einzige identifizierte Sprecher ist Gunnar Titzmann.

## Erweiterungen
Seit der Veröffentlichung erschienen eine kostenlose und eine kostenpflichtige Erweiterung (DLC):
| Name             | Veröffentlichungsdatum     | Preis           | Inhalt |
| ---------------- | -------------------------- | --------------- | --- |
| „Prosperity“     | 21. Oktober 2021           | kostenpflichtig | ⦁ Neue Gebäude ⦁ Neue Technologien und Forschungsoptionen ⦁ Neue Ressourcen und Güter ⦁ drei neue Szenarien |
| „Halloween“      | 28. Oktober 2021           | kostenlos       | ⦁ 14 neue Dekorationsobjekte zum Thema Halloween                                                            |
| „Distant Places“ | 17. Mai 2022 (angekündigt) | kostenpflichtig | ⦁ Neue Gebäude ⦁ Expeditionen per Heißluftballon ⦁ 6 neue exotische Samen                                   |

## Rezeption
Die Rezeption war bisher überwiegend positiv. Bei der Veröffentlichung legte das Spiel nach Angaben der Zeitschrift GameStar „einen Traumstart in den Steam-Topsellern hin“. Bis Dezember 2020 verkaufte sich das Spiel über 150.000 Mal.

„Vielversprechend! Endzone behalte ich definitiv im Blick.“

Der Standard lobte das Spiel ebenfalls, nannte jedoch auch Schwächen, wie etwa einzelne Bugs, das Fehlen einer Story-Kampagne und anderer Gefahren abseits von Dürren und Stürmen.

„Das Fundament, das Endzone bislang präsentiert, funktioniert und macht Lust auf mehr. Man darf guter Hoffnung sein, dass die Hochzeit zwischen Anno und Fallout gelingen wird.“

Der Spieleratgeber-NRW empfiehlt das Spiel unter pädagogischen Gesichtspunkten für Spielende ab 12 Jahren, weist aber auf den Teils hohen Schwierigkeitsgrad hin und nennt als problematischen Aspekt das „Frustpotential“:

„Endzone - A World Apart ist eine Survival-Aufbau-Simulation, die sich ohne vordergründige Gewaltdarstellung in einem sehr düsteren Setting eher an erwachsene Spielende richtet. [...] Bei dem hohen Schwierigkeitsgrad und den vielen Einstellungsmöglichkeiten kann man schnell alles falsch machen.“

Der Spiegel schreibt, Endzone erfordere „ein gutes Auge und ausgeprägtes Organisationstalent“, erschließe sich nach kurzer Einarbeitungszeit aber auch Überlebensanfängern.
Endzone war im Jahr 2020 in der Kategorie „Bestes Indie Game“ für den Deutschen Entwicklerpreis nominiert, konnte sich jedoch nicht gegen Through the Darkest of Times durchsetzen.